# ポイントブランク・レコード
ポイントブランク・レコード（Pointblank Records）は、ヴァージン・レコード傘下のレコードレーベルである。

## 概要
ポイントブランク・レコードは、1988年にジョン・ウーラーによって設立された。ウーラーは1984年から1994年までの間、イギリスのヴァージン・レコードでA&R部門の責任者代理を務め、1994年から2002年まで米国のヴァージン・レコードで上級副部長を務めた。彼はブルース、アメリカーナ、ソウルに情熱を持っていた。彼の上司のサイモン・ドレイパーは彼がレコードレーベルを立ち上げるための少額の予算を承認した。
同レーベルと最初に契約したのはラリー・マクレイで、アルバート・コリンズ、キンジー・リポートがそれに続いた。その後、ジョン・リー・フッカー、ソロモン・バーク、ポップス・ステイプルズ、ジョン・P・ハモンド、ウォルター"ウルフマン"ワシントン、ヴァン・モリソン、ジョニー・ウィンターといったアーティストたちが同レーベルと契約した。
ウーラーは彼らと契約を交わし、その多くでプロデューサーを務めた。